# Pickfair

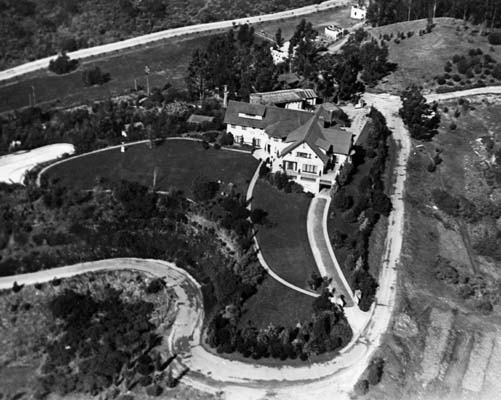
Luftbild von Pickfair

Pickfair war ein Anwesen in Beverly Hills in Kalifornien in den USA. Das Gebäude wurde 1919 vom kalifornischen Architekten Wallace Neff (1895–1982) errichtet und stand unter der Adresse 1143 Summit Drive. Nach 1988 wurde das Gebäude größtenteils abgerissen und durch einen Neubau ersetzt.

## Name
Pickfair ist ein Kofferwort aus den Nachnamen der beiden Erstbesitzer Mary Pickford und Douglas Fairbanks. Das ursprüngliche Gebäude  wurde 1919 erbaut und war häufig Treffpunkt der High Society von Hollywood. Mary Pickford hatte dem Filmgeschäft in Hollywood eine soziale Ordnung gegeben und herrschte durch ihre Urteile über Geschmack und Anstand; ihr Anwesen wurde daher auch das „zweite Weiße Haus“ genannt.

## Geschichte
Die beiden Stummfilmschauspieler erwarben das Anwesen samt einem Haus von Diane Maust, Urenkelin des Besitzers Lee Philips, im Jahr 1919 zum Preis von 35.000 Dollar und ließen es zu einer 22-Zimmer-Villa mit Pool und Dachterrasse umbauen. Die Planung übernahm der Architekt Wallace Neff. Innen waren Deckenmalereien und andere Formen der Kunst vertreten. Die Größe des Grundstücks betrug zu dieser Zeit 60.000 m². Pickfair wurde zum Schauplatz vieler Feste, auf denen einige Persönlichkeiten eingeladen waren. Dazu gehörten Albert Einstein, H. G. Wells, George Bernard Shaw, Amelia Earhart, der Duke und die Duchess of Windsor, Lord und Lady Mountbatten und Hollywood-Stars wie Charlie Chaplin, Tom Mix und Rudolph Valentino. Eine Einladung auf Pickfair war ein Zeichen für die gesellschaftliche Akzeptanz in Hollywood. Jeanine Basinger schrieb dazu in Silent Stars: „Alles, was Doug und Mary in Pickfair taten, war nicht nur legendär, sondern überaus wichtig (“hard-core important”) in diesem Business.“

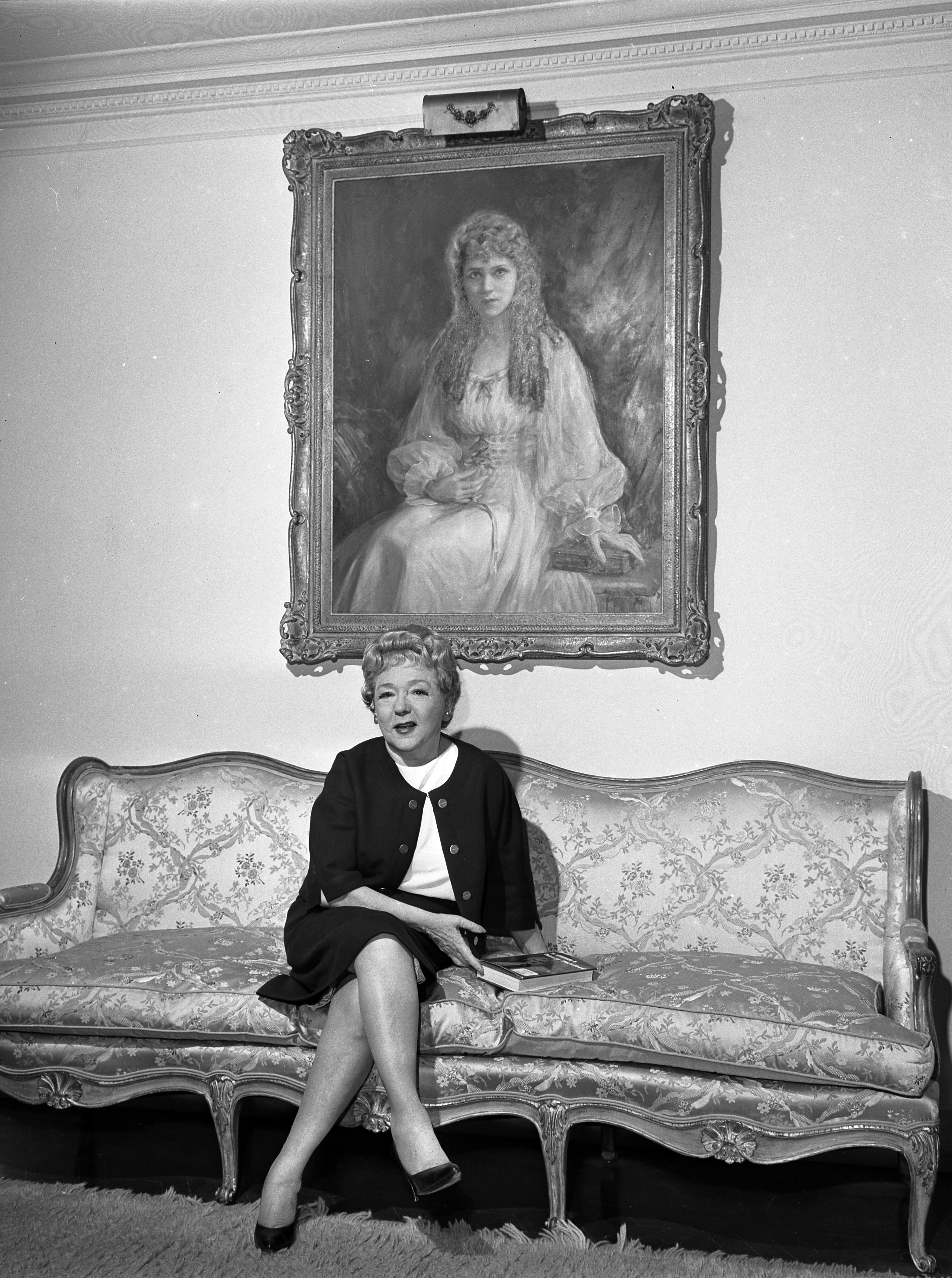
Mary Pickford mit einem Porträt von ihr in Pickfair (1963)

In den 1930er-Jahren wurde Pickfair um zwei Flügel erweitert. Auch hier übernahm Wallace Neff die Planung. Die Villa verfügte nun über 42 Zimmer. Als Pickford und Fairbanks sich im Jahr 1936 scheiden ließen, blieb Pickfair im Besitz von Mary Pickford, die Charles Rogers heiratete. Pickford starb 1979. Das Anwesen stand einige Jahre leer. Pickfords Witwer Rogers verkaufte Pickfair für 5,4 Millionen Dollar an Jerry Buss, den Besitzer der LA Lakers.
1988 stand das Anwesen erneut zum Verkauf. Erworben wurde es vom Geschäftsmann Meshulam Riklis und seiner Frau Pia Zadora zum Preis von 6,7 Millionen Dollar. Laut Zadora waren die Grundpfeiler des Hauses von Termiten befallen, sodass ein Abriss erforderlich war und von Pickfair nur der Pool, das Eingangstor und der Nordflügel übrig blieben. Dafür wurde das Ehepaar öffentlich kritisiert, unter anderem von Douglas Fairbanks junior. 2012 revidierte Zadora die Behauptung, dass es in dem Haus Termiten gegeben hätte, und begründete den Abriss nunmehr mit der Erscheinung von Geistern im Haus.
Nach der Scheidung von Riklis und Zadora wurde im Jahr 2005 das Anwesen mit dem neu darauf erbauten Haus für rund 17,7 Millionen US-Dollar an Unicom International, Inc. verkauft, einer Tochter der IT-Firma Unicom Global. Im Jahr 2008 wurde das Anwesen durch den Unicom-Besitzer und Vorstandsvorsitzenden Corry Hong für 60 Millionen US-Dollar zum Verkauf gestellt.